# 1981年ウィンブルドン選手権
1981年 ウィンブルドン選手権（1981ねんウィンブルドンせんしゅけん、The Championships, Wimbledon 1981）は、イギリス・ロンドン郊外にある「オールイングランド・ローンテニス・アンド・クローケー・クラブ」にて、1981年6月22日から7月4日にかけて開催された。

## 大会の流れ
- 男子シングルスは「128名」の選手による通常の7回戦制で行われた。
- 女子シングルスは「96名」の選手による7回戦制で行われ、32名の選手は「1回戦不戦勝」（抽選表では“Bye”と表示）があった。シード選手でも、1回戦から出場した人と、2回戦から登場した人がいる。2回戦から登場した選手が初戦敗退の場合は「2回戦＝初戦」と表記する。

## シード選手

### 男子シングルス
1. ビョルン・ボルグ　（準優勝）
2. ジョン・マッケンロー　（初優勝）
3. ジミー・コナーズ　（ベスト4）
4. イワン・レンドル　（1回戦）
5. （試合開始前に棄権）
6. ブライアン・ティーチャー　（2回戦）
7. ブライアン・ゴットフリート　（2回戦）
8. ロスコー・タナー　（2回戦）
9. ホセ・ルイス・クラーク　（3回戦）
10. ギレルモ・ビラス　（1回戦）
11. ビクトル・ペッチ　（1回戦）
12. ピーター・マクナマラ　（ベスト8）
13. ヤニック・ノア　（1回戦）
14. ヴォイチェフ・フィバク　（4回戦）
15. バラージュ・タロツィ　（3回戦）
16. ビタス・ゲルレイティス　（4回戦）

### 女子シングルス
1. クリス・エバート・ロイド　（優勝、5年ぶり3度目）
2. ハナ・マンドリコワ　（準優勝）
3. トレーシー・オースチン　（ベスト8）
4. マルチナ・ナブラチロワ　（ベスト4）　［注：7月20日にアメリカ市民権を取得、この大会まではチェコスロバキア国籍で表示］
5. アンドレア・イエガー　（4回戦）
6. ウェンディ・ターンブル　（ベスト8）
7. パム・シュライバー　（ベスト4）
8. バージニア・ルジッチ　（ベスト8）
9. シルビア・ハニカ　（1回戦）
10. ミマ・ヤウソベッツ　（ベスト8）
11. ダイアン・フロムホルツ　（3回戦）
12. キャシー・ジョーダン　（4回戦）
13. ベッティーナ・バンジ　（2回戦＝初戦）
14. バーバラ・ポッター　（4回戦）
15. レジナ・マルシコワ　（1回戦）
16. ジョアン・ラッセル　（1回戦）

## 大会経過

### 男子シングルス
準々決勝
- ビョルン・ボルグ vs.  ピーター・マクナマラ　7-6, 6-2, 6-3
- ジミー・コナーズ vs.  ビジャイ・アムリトラジ　2-6, 5-7, 6-4, 6-3, 6-2
- ロッド・フローリー vs.  ティム・メイヨット　4-6, 7-6, 7-6, 6-3
- ジョン・マッケンロー vs.  ヨハン・クリーク　6-1, 7-5, 6-1

準決勝
- ビョルン・ボルグ vs.  ジミー・コナーズ　0-6, 4-6, 6-3, 6-0, 6-4
- ジョン・マッケンロー vs.  ロッド・フローリー　7-6, 6-4, 7-5

### 女子シングルス
準々決勝
- クリス・エバート・ロイド vs.  ミマ・ヤウソベッツ　6-2, 6-2
- パム・シュライバー vs.  トレーシー・オースチン　7-5, 6-4
- マルチナ・ナブラチロワ vs.  バージニア・ルジッチ　6-2, 6-3
- ハナ・マンドリコワ vs.  ウェンディ・ターンブル　6-0, 6-0

準決勝
- クリス・エバート・ロイド vs.  パム・シュライバー　6-3, 6-1
- ハナ・マンドリコワ vs.  マルチナ・ナブラチロワ　7-5, 4-6, 6-1

## 決勝戦の結果
男子シングルス
- ジョン・マッケンロー vs.  ビョルン・ボルグ　4-6, 7-6, 7-6, 6-4

女子シングルス
- クリス・エバート・ロイド vs.  ハナ・マンドリコワ　6-2, 6-2

男子ダブルス
- ジョン・マッケンロー＆ ピーター・フレミング vs.  スタン・スミス＆ ボブ・ルッツ　6-4, 6-4, 6-4

女子ダブルス
- マルチナ・ナブラチロワ＆ パム・シュライバー vs.  キャシー・ジョーダン＆ アン・スミス　6-3, 7-6

混合ダブルス
- フルー・マクミラン＆ ベティ・ストーブ vs.  ジョン・オースチン＆ トレーシー・オースチン　4-6, 7-6, 6-3

## みどころ
- 男子シングルスでジョン・マッケンローが初優勝を果たし、1976年から続いてきたビョルン・ボルグのウィンブルドン連勝記録を「5連覇」で止めた。マッケンローとボルグは、1980年に続く2年連続の決勝対決であった。